# Heliangelus
A Heliangelus magyarul napfénykolibrik a madarak osztályának sarlósfecske-alakúak (Apodiformes) rendjébe és a kolibrifélék (Trochilidae) családjába tartozó nem.

## Rendszerezésük
A nemet John Gould írta le 1848-ban, az alábbi 8 faj tartozik ide:
- királyi napfénykolibri (Heliangelus regalis)
- szurdoki napfénykolibri (Heliangelus strophianus)
- narancstorkú napfénykolibri (Heliangelus mavors)
- ametiszttorkú napfénykolibri (Heliangelus amethysticollis)
- kis napfénykolibri (Heliangelus micraster)
- turmalin napfénykolibri (Heliangelus exortis)
- ibolyakék napfénykolibri (Heliangelus viola)
- Heliangelus zusii[2]

## Előfordulásuk
Dél-Amerika északnyugati részén, az Andok hegységben honosak. Természetes élőhelyeik szubtrópusi és trópusi hegyi esőerdők és cserjések.

## Megjelenésük
Testhosszuk 10-12 centiméter körüli.